# San Juan de la Mata
San Juan de la Mata es una localidad y pedanía española del municipio de Arganza, en la comarca de El Bierzo, provincia de León, comunidad autónoma de Castilla y León.

## Situación
Se accede a través de la carretera LE-712.
Limita al SE con Cueto, al NE con Sancedo y al O con San Miguel de Arganza y Arganza.

## Historia
La historia de San Juan de la Mata está ligada en sus comienzos al monasterio de Vega de Espinareda y más tarde a los marqueses de Villafranca, la aportación más notable a la historia de esta villa es en la guerra de la independencia, no obstante parece acertado señalar los orígenes de la localidad en torno al convulso siglo X con el nombre de San Juan. Sin embargo, los asentamientos en la zona se produjeron con anterioridad, tal como atestiguan los escasamente investigados yacimientos arqueológicos del pueblo de época romana.

## Demografía
| 2000 | 2001 | 2002 | 2003 | 2004 | 2005 | 2006 | 2007 | 2008 | 2009 | 2010 | 2011 |
| 145  | 132  | 125  | 126  | 125  | 123  | 120  | 119  | 126  | 142  | 150  | 147  |

## Patrimonio
El palomar es una de las principales señas de identidad de este pueblo. Su construcción data del siglo XVII. Un capricho arquitectónico de planta octogonal posiblemente encargado por el clero.
Se trata de uno de los palomares de estas características mejor conservados del país, tanto desde el punto de vista arquitectónico como etnográfico. Motivo por el que ostenta la catalogación de singular y absolutamente único palomar de sillería.

## Fiestas
Día de San Juan: el 23 de junio se quema la hoguera más grande de Europa, con 300.000 kg de leña de roble, pino y castaño, después se da una gran chorizada y una chocolatada con queimada. Al día siguiente se realiza la procesión del San Juan, patrón del pueblo.
Magosto: se celebra el 3 de noviembre y se da una gran cantidad de castañas asadas y unos aperitivos en la casa del pueblo o en el polideportivo.
Divina Pastora: se realiza una procesión el día 13 de abril. La fiesta dura 4 días con juegos tradicionales (p.e. la llave y el calvo), baile, sesión vermut y fiesta con apertura de bodegas (La Kapela y La Ramona) y una fiesta racing.